# Nicolae Rainea
Nicolae Rainea (né le 19 novembre 1933 à Brăila, et mort le 1er avril 2015) est un arbitre roumain de football. Commençant en 1964, il fut arbitre international dès 1967 et arrêta sa carrière en 1984.
Il meurt le 1er avril 2015 à l'âge de 81 ans, d'un œdème pulmonaire.

## Carrière
Il a officié dans des compétitions majeures : 
- Coupe du monde de football de 1974 (1 match)
- Coupe UEFA 1977-1978 (finale retour)
- Coupe du monde de football de 1978 (2 matchs)
- Euro 1980 (2 matchs dont la finale)
- Coupe du monde de football de 1982 (2 matchs)
- Coupe des clubs champions européens 1982-1983 (finale)